# Gabriela Lacerda
Gabriela Lacerda (Teresina, Piauí) é uma modelo e jornalista eleita Miss Universo Brasil 2025.

## Biografia
Nascida Maria Gabriela Silva Lacerda em Teresina, começou a modelar aos 9 anos e participou de seu primeiro concurso aos 11. Em 2018 mudou-se para São Paulo e fala inglês fluentemente. 
É mais conhecida como Gabriela Lacerda ou Gaby Lacerda. 

## Concursos de beleza
Ainda adolescente, Gabriela inicialmente venceu o Miss Teen Brasil e ficou entre 12 semifinalistas no Miss Teen Mundial 2018. Em 2021 ela venceu o Miss Piauí e foi vice-Miss Brasil 2021, ganhando também o título de Miss Simpatia na competição nacional. Em 2025 foi indicada Miss Piauí e em fevereiro do mesmo ano eleita Miss Universo Brasil 2025 com apenas 22 anos, derrotando outras 23 candidatas, em edição na qual também foi eleita novamente Miss Simpatia.  
Sua plataforma social é o projeto Mães da Sé, uma ONG que ajuda pessoas a encontrar parentes desaparecidos. 

### Miss Universo
Com a vitória no Miss Brasil, ela recebeu o direito de ir ao Miss Universo 2025, mas em julho de 2025 foi anunciado um novo dono da franquia, deixando a dúvida se a eleita iria mesmo ao concurso internacional.